# Brownea
Genre
Classification phylogénétique
Brownea est un genre de plantes à fleurs dicotylédones de la famille des Fabaceae, sous-famille des Caesalpinioideae, originaire d'Amérique latine et des Antilles, qui comprend une trentaine d'espèces acceptées. Ce sont des arbres et arbustes tropicaux pouvant atteindre une vingtaine de mètres de haut.

## Étymologie
Le nom générique, « Brownea », est un hommage à Patrick Browne (1720-1790), naturaliste et médecin irlandais qui vécut dans les îles Caraïbes.

## Liste d'espèces
Selon The Plant List (31 octobre 2018) :
- Brownea angustiflora Little
- Brownea ariza Benth.
- Brownea birschellii Hook.f.
- Brownea bolivarensis Pittier
- Brownea cauliflora Poepp. & Endl.
- Brownea coccinea Jacq.
- Brownea disepala Little
- Brownea enricii Quinones
- Brownea excelsa (Pittier) J.F.Macbr.
- Brownea gladisrojasiae D.Velasquez & Agostini
- Brownea gladysrojasiae D. Velásquez & G. Agostini
- Brownea grandiceps Jacq.
- Brownea guianensis Klotzsch
- Brownea herthae Harms
- Brownea holtonii Britton & Killip
- Brownea hybrida Backer
- Brownea leucantha Jacq.
- Brownea longipedicellata Huber
- Brownea loretensis Standl.
- Brownea macbrideana J.F.Macbr.
- Brownea macrophylla Linden
- Brownea multijuga Britton & Killip
- Brownea neglecta (Taub.) Pittier
- Brownea negrensis Benth.
- Brownea peruviana J.F.Macbr.
- Brownea puberula Little
- Brownea rosa-de-monte Bergius
- Brownea santanderensis Quinones
- Brownea similis Cowan
- Brownea stenantha Britton & Killip
- Brownea tillettiana D.Velasquez & Agostini
- Brownea ucayalina (Huber) Ducke